# Přivaděč Morávka–Žermanice

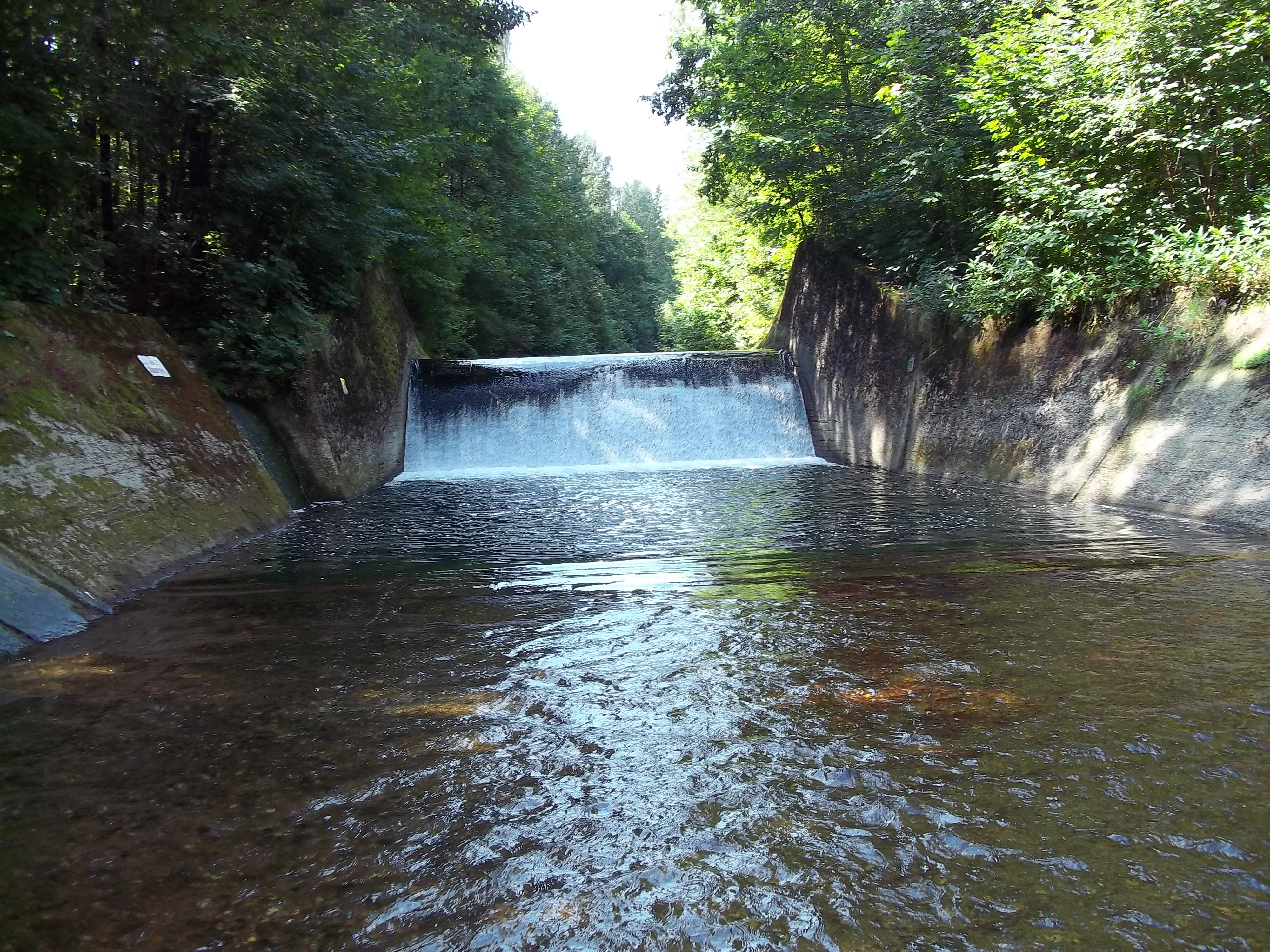

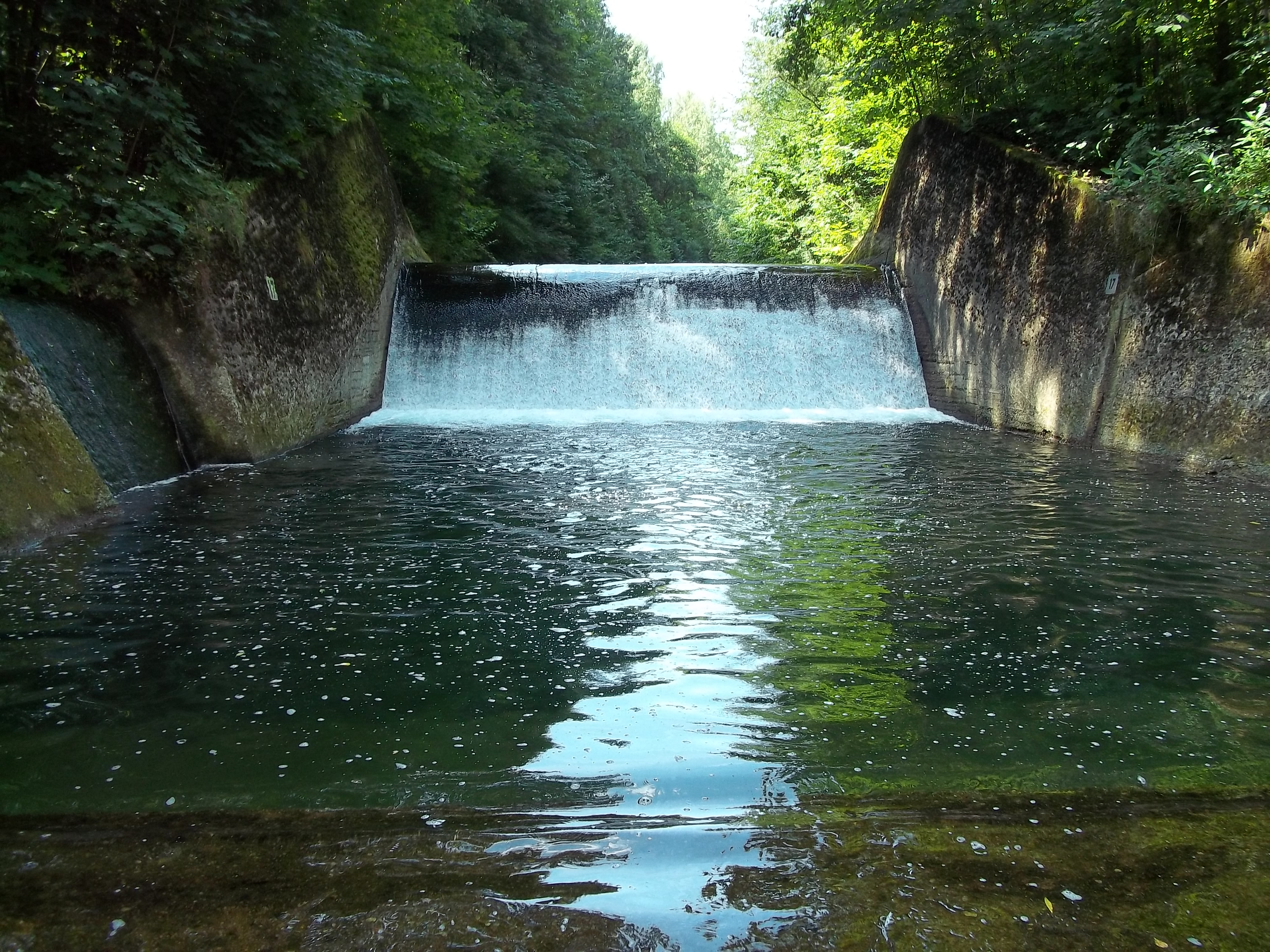

Přivaděč Morávka – Lučina je vodní kanál, přivaděč v okrese Frýdek-Místek v České republice. Převádí vodu mezi dvěma pravými přítoky Ostravice, a sice z povodí Morávky do sousedního povodí Lučiny.

## Průběh toku
Kanál odbočuje doprava z Morávky ve Vyšních Lhotách a zleva ústí do Lučiny ve Vojkovicích.

### Přítoky
zprava:
- Hlisník (P), dříve přítok Morávky
- Račok (P), dříve přítok Lučiny

## Vodní režim
Průměrný průtok činí 1,9 m³/s. Rychlost toku zpomalují vysoké několikametrové betonové jezy.

## Stavba
Důvodem stavby vodního kanálu byla nedostatečná vodnost Lučiny pro regulaci vodní hladiny v Žermanické přehradní nádrži. Vodní kanál byl postaven v letech 1951 až 1958.

## Rekonstrukce
V roce 2019 začala rekonstrukce toku, z důvodu vysoké ztráty vody.
Během jara až podzimu se zrekonstruovala 1. etapa Vyšní Lhoty-Dobratice za 125 000 000 Kč.